# 源憲定
源 憲定（みなもと の のりさだ）は、平安時代中期の公卿。村上天皇の第四皇子である一品・為平親王の長男。官位は従三位・右兵衛督。

## 経歴
一条朝の長徳2年（996年）右兵衛督に任じられ、従四位上から三階昇進して従三位に叙され公卿に列す。
その後は、20年近くに亘って右兵衛督を務めるが昇進は停滞し、昇叙や参議任官は果たせなかった。長和5年（1016年）後一条天皇が践祚すると、弟の頼定が従三位次いで正三位と続けて昇叙され、昇進で先を越されてしまっている。翌寛仁元年（1017年）6月2日に薨去。

## 人物
あまり目立たない人物だったという。『栄花物語』には、人からは女らしい方だと思われていたが、二人の女子を生ませた藤原有国の娘をはじめ、複数の女性のところに通っていたことが記されている（巻二十四・わかばえ）。

## 官歴
注記のないものは『公卿補任』による。
- 正暦元年（990年） 11月26日：見侍従[1]
- 時期不詳：従四位上
- 長徳2年（996年） 8月5日：右兵衛督。日付不詳：従三位（越階）
- 寛仁元年（1017年） 6月2日：薨去

## 系譜
- 父：為平親王
- 母：源高明の娘
- 妻：藤原有国の娘
- 生母不明の子女
  - 二女：対の君 - 藤原頼通妾
  - 女子：源則理室
- 養子
  - 男子：源公綱 - 源成信の子